# المستضعفون (مسلسل)
المستضعفون هو مسلسل درامي مغربي عُرض سنة 2006، من تأليف حسن مجاهد، وإخراج ناصر لهوير، ومن بطولة رشيد الوالي، محمد بنبراهيم، رجاء عمران، عبد الإله عاجل، عائشة ماه ماه، السعدية أزكون، بنعيسى الجيراري، حنان الإبراهيمي، حسن فولان. تدور الأحداث حول شاب يتيم ينتقل إلى قرية للعمل، فيصطدم بواقع يسوده ظلم إقطاعي نافذ يستغل العمال والفقراء، وبدافع من مبدئيته ورفضه للظلم، يقرر التمرد، مما يدخله في صراع مفتوح مع السلطة والنفوذ.

## قصة المسلسل
يصل الطاهر، شاب يتيم نشأ في الملاجئ، إلى قرية ريفية للعمل كمراقب فلاحي، حاملاً معه حلمًا بسيطًا وهو أن ينجح ويخدم الناس. يسكن مع المعطي، سائق الإدارة، ويبدأ في التعرف على حياة القرية وعمالها، فيلاحظ منذ الأيام الأولى ملامح الظلم الممنهج الذي يفرضه الحاج عيسى على الأرض ومن فيها. وبما يحمله الطاهر من كرهٍ متأصل للظلم وانحياز فطري للفقراء، لم يتردد في اتخاذ موقف واضح، فراح يساند العمال ويصطدم بنفوذ الحاج، رافضًا أن يكون مجرد موظف صامت في منظومة فاسدة.
وسط هذه الأجواء المتوترة، يلتقي الطاهر بعائشة، ابنة الحاج، فتاة رقيقة تختزن في عينيها حزنًا خفيًا وتمردًا صامتًا. تحوّل الإعجاب بينهما إلى حب صادق، لم يكن ليُغتفر في نظر الحاج. وحين اكتشف الأمر، تحوّل صراعه مع الطاهر إلى حرب شخصية: قيّد ابنته في المنزل، وضربها، وبدأ بملاحقة كل من يقف في صفهما. بمساعدة عباد، رجل يبدو مضطربًا لكن قلبه نقي، يحاول الطاهر حمايتها، ويزداد تمسكه بموقفه كلما ازدادت قسوة الحاج.
تدخل رشيدة، امرأة قادمة من المدينة، حياة القرية من بوابة العلاقة مع الحاج، لكنها لم تكن مجرد عابرة. بدأت تُسجّل خفية تجاوزاته وعلاقاته، لا لتبتزه فقط، بل لأنها، رغم كل شيء، لم تفقد قدرتها على التمييز بين الطغيان والحق. حين تلتقي بالطاهر، تنكشف لها تفاصيل لم تكن تتوقعها، فتقرر دعمه، رغم تورطها لاحقًا معه في لحظة ضعف، تركت أثرًا من الندم في قلبه، لكنه لم يُغيّر موقفه أو تشويهه لجوهر قضيته.
في هذه الأثناء، يحتجز الحاج عائشة ويذيقها مرّ العذاب، خاصة بعد أن يعلم بحملها من الطاهر. يخطط لتزويجها قسرًا من خادمه، ويضرب عباد، ويطرد الطاهر من عمله. لكن الحقيقة لا تموت، فتصل قصة عائشة إلى صحافية توثق معاناتها وهي مقيدة في الشارع، لتتفجر القضية في وجه الحاج، ويبدأ نفوذه بالانهيار.

## طاقم التمثيل

### أدوار رئيسية
| الممثل          | الدور  |
| --------------- | ------ |
| رشيد الوالي     | الطاهر |
| محمد بنبراهيم   | عيسى   |
| رجاء عمران      | عائشة  |
| عبد الإله عاجل  | موسى   |
| عائشة ماه ماه   | ميلودة |
| السعدية أزكون   | حليمة  |
| بنعيسى الجيراري | العربي |
| حنان الإبراهيمي | رشيدة  |
| حسن فولان       | عباد   |

### أدوار ثانوية
- جواد السايح
- جمال العبابسي
- طارق البخاري
- حسن مكيات
- إبراهيم خاي
- عبد الكبير حزيران
- محمد عاطر
- محمد اليازيدي
- عبدو المسناوي
- المهدي فولان
- محمد الصوفي
- جليلة التلمسي
- فؤاد سعد الله
- أسماء بنزاكور
- نجاة الخطيب
- مليكة الحماوي

## وصلات خارجية
- المستضعفون على موقع قاعدة بيانات الأفلام العربية